# Noriaki Kasai
Noriaki Kasai (Shimokawa, 6 giugno 1972) è un saltatore con gli sci giapponese.
È il primo atleta ad aver preso parte a otto edizioni dei Giochi olimpici invernali, avendo gareggiato consecutivamente da Albertville 1992 a Pyeongchang 2018.

## Biografia
In Coppa del Mondo ha esordito il 3 dicembre 1989 a Thunder Bay (27°), ha ottenuto il primo podio il 29 febbraio 1992 a Lahti (3°) e la prima vittoria il 22 marzo successivo a Harrachov.
In carriera ha preso parte a otto edizioni dei Giochi olimpici invernali, Albertville 1992 (31° nel trampolino normale, 26° nel trampolino lungo, 4° nella gara a squadre), Lillehammer 1994 (5° nel trampolino normale, 14° nel trampolino lungo, 2° nella gara a squadre), Nagano 1998 (7° nel trampolino normale), Salt Lake City 2002 (49° nel trampolino normale, 41° nel trampolino lungo), Torino 2006 (20° nel trampolino normale, 12° nel trampolino lungo, 6° nella gara a squadre), Vancouver 2010 (17° nel trampolino normale, 8° nel trampolino lungo, 5° nella gara a squadre), Soči 2014 (7º nel trampolino normale, 2º nel trampolino lungo, 3º nella gara a squadre) e Pyeongchang 2018 (21º nel trampolino normale, 33º nel trampolino lungo, 6º nella gara a squadre), a tredici dei Campionati mondiali, vincendo sette medaglie, e a undici dei Mondiali di volo, vincendo una medaglia.

## Palmarès

### Olimpiadi
- 3 medaglie:
  - 2 argenti (gara a squadre a Lillehammer 1994; trampolino lungo a Soči 2014)
  - 1 bronzo (gara a squadre a Soči 2014)

### Mondiali
- 7 medaglie:
  - 2 argenti (gara a squadre a Ramsau am Dachstein 1999; gara a squadre a Val di Fiemme 2003)
  - 5 bronzi (trampolino normale, trampolino lungo a Val di Fiemme 2003; gara a squadre a Sapporo 2007; gara a squadre a Liberec 2009; gara a squadre mista dal trampolino normale a Falun 2015)

### Mondiali di volo
- 1 medaglia:
  - 1 oro (individuale a Harrachov 1992)

### Coppa del Mondo
- Miglior piazzamento in classifica generale: 3º nel 1993 e nel 1999
- 82 podi (63 individuali, 19 a squadre):
  - 20 vittorie (17 individuali, 3 a squadre)
  - 18 secondi posti (13 individuali, 5 a squadre)
  - 44 terzi posti (33 individuali, 11 a squadre)

#### Coppa del Mondo - vittorie
| Data             | Località               | Nazione     | Trampolino                                                                       |
| ---------------- | ---------------------- | ----------- | -------------------------------------------------------------------------------- |
| 21 marzo 1992    | Harrachov              | Rep. Ceca   | Čerťák K180                                                                      |
| 1º gennaio 1993  | Garmisch-Partenkirchen | Germania    | Große Olympiaschanze K107                                                        |
| 23 gennaio 1993  | Predazzo               | Italia      | Giuseppe Dal Ben K120                                                            |
| 6 marzo 1993     | Lahti                  | Finlandia   | Salpausselkä K90                                                                 |
| 27 marzo 1993    | Planica                | Slovenia    | Letalnica K120 (con Takanobu Okabe, Naoki Yasuzaki e Masahiko Harada)            |
| 9 gennaio 1994   | Murau                  | Austria     | Hans Walland K120                                                                |
| 22 marzo 1998    | Planica                | Slovenia    | Letalnica K120                                                                   |
| 3 gennaio 1999   | Innsbruck              | Austria     | Bergisel K110                                                                    |
| 29 gennaio 1999  | Willingen              | Germania    | Mühlenkopf K120                                                                  |
| 30 gennaio 1999  | Willingen              | Germania    | Mühlenkopf K120 (con Kazuyoshi Funaki, Kazuya Yoshioka e Hideharu Miyahira)      |
| 31 gennaio 1999  | Willingen              | Germania    | Mühlenkopf K120                                                                  |
| 9 marzo 1999     | Trondheim              | Norvegia    | Granåsen K120                                                                    |
| 14 marzo 1999    | Oslo                   | Norvegia    | Holmenkollen K115                                                                |
| 21 marzo 1999    | Planica                | Slovenia    | Letalnica K185                                                                   |
| 1º gennaio 2001  | Garmisch-Partenkirchen | Germania    | Große Olympiaschanze K115                                                        |
| 19 gennaio 2001  | Park City              | Stati Uniti | Utah Olympic Park K120 (con Kazuyoshi Funaki, Kazuya Yoshioka e Masahiko Harada) |
| 9 febbraio 2003  | Willingen              | Germania    | Mühlenkopf K130                                                                  |
| 28 febbraio 2004 | Park City              | Stati Uniti | Utah Olympic Park K120                                                           |
| 11 gennaio 2014  | Tauplitz               | Austria     | Kulm HS200                                                                       |
| 29 novembre 2014 | Kuusamo                | Finlandia   | Rukatunturi HS142                                                                |

#### Torneo dei quattro trampolini
- 15 podi di tappa[4]:
  - 3 vittorie
  - 4 secondi posti
  - 8 terzi posti

#### Nordic Tournament
- Vincitore del Nordic Tournament nel 1999
- 3 podi di tappa[4]:
  - 2 vittorie
  - 1 secondo posto